# Marcus Jordan
Marcus James Jordan (sinh ngày 24 tháng 12 năm 1990) là một cựu cầu thủ bóng rổ đại học người Mĩ, từng chơi cho đội bóng rổ nam UCF Hiệp sĩ của Đại hội Thể thao Mỹ. Anh là con trai lớn thứ hai của siêu sao bóng rổ đã nghỉ hưu Michael Jordan.

## Thời niên thiếu
Jordan sinh ngày 24 tháng 12 năm 1990, với bố là Michael Jordan và mẹ là Juanita Vanoy. Anh có một người anh trai là Jeffrey, và ba cô em gái là Jasmine, Ysabel và Victoria. Marcus lớn lên ở Công viên Tây Nguyên, Illinois.

## Sự nghiệp bóng rổ
Marcus Jordan ban đầu chơi bóng rổ ở trường trung học với anh trai Jeffrey Jordan tại Học viện Loyola ở Wilmette, Illinois. Trong năm thứ hai của Marcus, hai anh em này đã dẫn dắt trường đến chức vô địch hội nghị và mùa giải tốt nhất trong lịch sử trường. Marcus sau đó chuyển đến trường trung học Whitney Young ở Chicago để học năm thứ 3 và cuối cấp
Vào ngày 22 tháng 3 năm 2009, anh đã dẫn dắt đội Whitney Young Dolphins đến danh hiệu Vô địch 4A bang Illinois. Jordan đã ghi được nhiều nhất 19 điểm trong một trận (vs Waukegan), đưa Whitney Young tới chiến thắng 69-66 trước Waukegan.
Jordan được ESPNU đánh giá là hậu vệ ghi điểm (SG) trung học giỏi thứ 60 trong cả nước, trung bình 10,0 điểm, 4,5 rebound và 3,2 assists mỗi trận và giành được danh hiệu MVP của giải đấu toàn bang.

### Đại học
Marcus Jordan chơi bóng rổ đại học tại Đại học Trung tâm Florida ở Orlando, Florida. Trong năm thứ nhất, UCF đang có năm cuối cùng của hợp đồng 5 năm với thương hiệu Adidas, nhưng Jordan khăng khăng mang giày Nike Air Jordan vì lòng trung thành với thương hiệu của cha mình. Điều này cuối cùng đã khiến Adidas chấm dứt hợp đồng tài trợ với UCF.
Jordan ghi được trung bình 8,0 điểm mỗi trận trong năm thứ nhất vào năm 2009-2010 và ghi 1152 điểm trong cả sự nghiệp đại học. Vào ngày 12 tháng 11 năm 2010, trong trận mở màn mùa giải 2010-2011, Jordan đã dẫn dắt UCF giành chiến thắng trước Đại học West Florida, ghi được số điểm cao trong sự nghiệp trong một trận với 28 điểm trong 8/11 lần dứt điểm trong vòng và 5/7 cú ném từ vạch 3 điểm. Anh cũng có một trận đấu ghi điểm cao nhất đội với 18 điểm trong việc làm đảo lộn số 16 bảng xếp hạng bang Florida vào ngày 1 tháng 12 năm 2010 
Vào tháng 8 năm 2012, Jordan đã quyết định rời khỏi đội bóng rổ UCF, nhưng anh vẫn tiếp tục tham gia các lớp học tại trường.

## Các vấn đề pháp lý
Khi còn ở tuổi vị thành niên, Jordan đã đăng các bài tweet về việc chi 35.000 đô la tại một hộp đêm ở Las Vegas, khiến cảnh sát mở một cuộc điều tra. Vào năm 2012, Jordan đã bị bắt ở Omaha và bị buộc tội có hành vi phá rối trật tự, chống lại sự bắt giữ và cản trở sự thực thi công lý.

## Các doanh nghiệp riêng
Jordan đã mở cửa hàng giày của mình có tên là "Trophy Room" vào ngày 23 tháng 5 năm 2016. Ngày anh chọn mở cửa hàng là để tri ân số áo của cha anh và anh. Địa điểm của cửa hàng là ở Orlando, Florida tại Disney World, thuộc khu vực các cửa hàng bán lẻ Disney Springs. Vào ngày 31 tháng 5 năm 2019, cửa hàng dừng việc bán trực tiếp tại quầy và chuyển sang bán hàng trực tuyến.